# 590.
590. je deseto desetletje v 6. stoletju med letoma 590 in 599. 